# Stéphane Demol
Stéphane Demol   (Watermael-Boitsfort, 11 de març de 1966 - Brussel·les, 22 de juny de 2023) fou un futbolista belga.

## Selecció de Bèlgica
Va formar part de l'equip belga a la Copa del Món de 1986. Un cop retirat destacà com a entrenador. Entre d'altres dirigí el R. Charleroi S.C..